# アーティ・ショウ
アーティ・ショウ（Artie Shaw、1910年5月23日 - 2004年12月30日）は、アメリカ・ニューヨーク出身のジャズ・クラリネット奏者。作曲家としても知られ、自らのバンドを率いた。また、さらにフィクションおよびノンフィクションの著述家としても知られる。
「ジャズ界における最も素晴らしいクラリネット奏者」の一人と広く見なされ、アメリカの1930〜1940年代のポピュラーなビッグバンドのリーダーとして君臨した。1938年、コール・ポーター作曲の「ビギン・ザ・ビギン」を編曲、RCAレコードからのリリース盤は大いに成功したシングルとして、この時代を代表する録音であった。
絶えず音楽活動を続けるショウは、クラシックとジャズとを融合しようする「サード・ストリーム（第三の潮流）」とよばれる音楽手法を早くから試みた実践者である。また1954年、45歳で音楽から引退するまで、ビバップに影響された少人数編成によるいくつかのセッションを録音した。

## 来歴・音楽活動
（en:Artie Shawより概訳）
アーティ・ショウ（本名：アーサー・ヤコブ・アーショウスキー）はニューヨークに生まれ、コネチカット州ニューヘイブンで育った。本人の自叙伝によると、この地域の反ユダヤ主義によって自身の自然な内省が深められたという。
13歳でサクソフォーンを習い始め、16歳にはクラリネットに転向し、バンドの巡業旅行について行くために家を出た。1930年代のはじめ20歳になる頃には、ニューヨークに戻りセッション・ミュージシャンとなる。1925年から1936年の10年余、ジョニー・キャバレロやオースティン・ワイルほか多くのバンドやオーケストラと演奏したが、1929年から翌年にかけてのアーヴィング・アーロンズ・コマンダーとの協演においては、後になって彼が編曲を行う際に組み込もうとしたシンフォニック・ミュージック（交響的な音楽）に出会った。
1935年（25歳）、ニューヨークのインペリアル・シアターのスウィング・コンサートにおける「B-フラットの間奏曲 (Interlude in B-flat)」で初めての大きな称賛を受ける。この曲では彼が後方に下がり、リズム・セクションと弦楽四重奏だけを前面に押し出すというような、のちに「サード・ストリーム」と呼ばれるアレンジメント（編曲手法）を最も早く取り入れたように、当時においては画期的な演奏スタイルを試みて、ビッグバンドの操り方に変革をもたらした。そして、スウィング全盛の時代を通じて、「ビギン・ザ・ビギン」「スターダスト」（トランペット・ソロはビリー・バターフィールド）、「バック・ベイ・シャッフル (Back Bay Shuffle)」「ムーングロウ (Moonglow)」「ロザリー (Rosalie)」「フレネシ (Frenesi)」などのヒットを飛ばし、彼のバンドは大衆的な支持を得た。
1938年には、ドラムのバディ・リッチを加えて、またビリー・ホリデイをバンドのフルタイム専属歌手に据え、黒人女性ボーカリストを採用した最初の白人バンドリーダーとして、まだ黒人隔離政策の残る南部諸州へのツアーを行った。しかし、「エニィ・オールド・タイム (Any Old Time)」を録音の後、南部の聴衆からの反発、そしてもっと「主流の」歌手をという音楽会社の重役たちの欲求を受けて、彼女はバンドを去ることになる。
バンドは大いに成功し、ショウの演奏は最終的にはベニー・グッドマン、あるいはデューク・エリントンのバンドで長くクラリネットを吹いたバーニー・ビガードのような一流プレイヤーとして評価され認められるようになった。「スウィングの王者」というグッドマンの称号に対し、ファンたちはショウを「クラリネットの王者」と名づけたが、ショウはこの呼び方は逆だと感じ「グッドマンはクラリネットを演奏するが、私は音楽を演奏するのだ」といった。同年、『ダウンビート』誌の読者たちは一致して評価し、アーティ・ショウを「スウィングの王者」とした。
100万枚以上の連続ヒットにもかかわらず、ショウは大衆的な成功やありきたりなダンス・ミュージックよりも、さらに高度な改革と探検を音楽において重要視した。編曲にストリングス（弦楽器）を足すことで、ジャズにクラシック音楽のような要素を加え、ビバップを試み、ハープシコードやあるいはアフロ・キューバン音楽のような斬新な音を用いて、「室内楽的なジャズ」の数々を形成した。
歌手のビリー・ホリデイ、ヘレン・フォレストやメル・トーメ、あるいはドラマーのバディ・リッチやデイヴ・タフ、ギタリストのバーニー・ケッセル、ジミィ・ラニィ、タル・ファーロウ、トロンボーン奏者で編曲家のレイ・コニフ等々、数え切れない才能に囲まれて、ショウは長期にわたる音楽シリーズを生み出した。（いっぽう）彼は、わかりやすい音楽としてではなく、むしろ個人的なテーマとして、ユダヤ教の雰囲気を伴う「悪夢 (Nightmare)」という陰鬱なブルース曲も作っている。
また、ベニー・グッドマンや他のバンドリーダーたちのように、楽団の中から小さなコンボを組み、自宅の電話をそう呼んでいたように「グラマーシー5 (the Gramercy Five)」と名づけた。バンドのピアニストであるジョニィ・グァルネリがクインテットの録音でハープシコードを、アル・ヘンドリクソンはエレクトリック・ギターを演奏、当時のジャズのレコーディングでは画期的なことであった。トランペッターのロイ・エルドリッジがビリー・バターフィールドの後を受け、コンボの一員となった。「サマーリッジ・ドライブ (Summit Ridge Drive)」が最大のヒット作品となり、この「グラマーシー5」のセッション完全版CDが1990年にリリースされた。
第二次世界大戦の間には（グレン・ミラーが戦時下のヨーロッパでそうであったように）海軍に登録され、パシフィック・シアターとよばれる海戦地域を巡る慰問バンドとして徴用された。18ヶ月間、海軍兵士たちのために演奏活動（激戦地となるガダルカナル島をも含み、時には1日4回の戦地での演奏もあった）を行い、疲労困憊の状態で医療免除を受けて米本国に帰り着いた。
戦後の1940年代末、ショウはレナード・バーンスタイン指揮のニューヨーク・フィルハーモニックと、カーネギー・ホールにおいてクラシック音楽を共演した。
1954年、43歳でクラリネットを吹くことをやめた。のちに語ったところによると、彼自身の完全主義によって命を絶たれた故であるという。彼は「我々が住むこの世界では強迫観念に支配された完全主義者はもはや潰えた。ロウレンス・ウェルクあるいは他でいうならアーヴィング・バーリンであらねばならない。そして、同じような曲を次から次へと書き続けるのだ。私にはもうできない」とレポーターに説明した。そして、1950年代の残りをヨーロッパで暮らした。
1981年、クラリネット奏者ディック・ジョンソンをバンドリーダー兼ソロイストに新しい「アーティ・ショウ楽団」を組織する。ショウ自身はゲスト・コンダクターとして、自らの意思で引退するまで、時々それを指揮した。
1991年、アーティ・ショウ楽団の音楽ライブラリィおよび肉筆原稿を集めたものがアリゾナ大学に寄贈される。

2004年、「グラミー賞特別賞 Grammy Lifetime Achievement Award」が授与され、これを受けた。同年末、94歳で死去。
その経歴の過程で、ショウは音楽のビジネスを離れて休暇を取り、カール・サバー（Karl Sabbagh）の「リーマン予想」の解明など、高度な数学も勉強した。成功の頂点を極めたあとの初めての空白期間に、ブッキング・エージェントらが不審がって、ショウが100万ドルの仕事を放棄しナイトクラブや劇場のオーナーたちによって契約違反のかどで訴えられたものと想像した。ショウは「私は気が触れたのだと言ってくれ。アメリカの若い好青年がミリオン・ダラーに背を向けたのだ、これを気が狂ったと言わないかい」とぶっきらぼうに答えたという。
1970年代にはテレビのインタビューで、（かつて）楽団が連夜の演奏を強いられたことについて、しばしば、それを「ロバが歌っている」ようだったと嘲笑した。また1994年には、「ニューヨーク・タイムズ」紙のフランク・プライアルに対し「多くの人は『ビギン・ザ・ビギン』を望んだのでしょうが、私はアーティ・ショウであったがためにやりたいことをやれたと思う」と言っている。